# Csegöld, Szabolcs-Szatmár-Bereg
Cigled (în maghiară Csegöld) este un sat în districtul Fehérgyarmat, județul Szabolcs-Szatmár-Bereg, Ungaria, având o populație de 664 de locuitori (2011). 

## Demografie
Componența etnică a satului Cigled
     Maghiari (87,17%)
     Romi (11,08%)
     Români (1,75%)
Componența confesională a satului Cigled
     Greco-catolici (60,39%)
     Reformați (14,76%)
     Romano-catolici (12,35%)
     Necunoscută (11,6%)
     Ortodocși (0,9%)
Conform recensământului din 2011, satul Cigled avea 664 de locuitori. Din punct de vedere etnic, majoritatea locuitorilor (87,17%) erau maghiari, existând și minorități de romi (11,08%) și români (1,75%).  Din punct de vedere confesional, majoritatea locuitorilor (60,39%) erau greco-catolici, existând și minorități de reformați (14,76%) și romano-catolici (12,35%). Pentru 11,6% din locuitori nu este cunoscută apartenența confesională.